# Panuwat Sritongdee
Panuwat Sritongdee (thailändisch ภานุวัฒน์ ศรีทองดี, * 1. Juli 1997) ist ein thailändischer Fußballspieler.

## Karriere
Panuwat Sritongdee stand bis 2021 beim Udon United FC, ehemals UD Nonghan FC, unter Vertrag. Der Verein aus Udon Thani spielte in der fünften Liga, der Thailand Amateur League. 2019 stieg er mit dem Verein in die vierte Liga auf. Mit dem Verein spielte er in der North/Eastern Region der Liga. Nach zwei Spieltagen der Saison 2020 wurde die Liga wegen der COVID-19-Pandemie unterbrochen. Während der Unterbrechung wurde vom Verband beschlossen, dass nach Wiederaufnahme der Liga die dritte Liga und die vierte Liga zusammengelegt werden. Mit dem Verein spielte er ebenfalls in der North/Eastern Region. Am Ende der Saison wurde er mit dem Klub Meister der Region. In den Aufstiegsspielen zur zweiten Liga konnte man sich jedoch nicht durchsetzen. Zu Beginn der Saison 2021/22 wechselte er zum Zweitligisten Lampang FC. Sein Zweitligadebüt für den Klub aus Lampang gab Panuwat Sritongdee am 26. Februar 2022 (25. Spieltag) im Auswärtsspiel gegen den Ayutthaya United FC (1:1). Hier stand er zwar über die kompletten 90 Minuten im Tor, es blieb allerdings bis zum Saisonende der einzige Ligaeinsatz. Im Sommer 2022 unterschrieb er wieder einen Vertrag bei seinem ehemaligen Verein Udon United FC. Nach einem Einsatz wurde sein Vertrag im Dezember 2023 nicht verlängert. Die Saison 2024 spielte er in Mannschaft des Pitchaya Bundit College. Mit dem Team spielte er in der North/Eastern Region der vierten Liga, der Thailand Semi-Pro League. Hier bestritt er sechs Ligaspiele. Am Ende wurde er mit dem College Vizemeister der Region.

## Erfolge
Udon United FC
- Thai League 3 – North/East: 2020/21